# Leopold al III-lea al Belgiei
Leopold al III-lea (n. 3 noiembrie 1901, Brussel, Comunitatea Francofonă din Belgia⁠(d), Belgia – d. 25 septembrie 1983, Woluwe-Saint-Lambert, Comunitatea Francofonă din Belgia⁠(d), Belgia) a fost rege al Belgiei din 1934 până în 1951, când a abdicat în favoarea fiului său, Baudouin I.

## Primii ani și familia

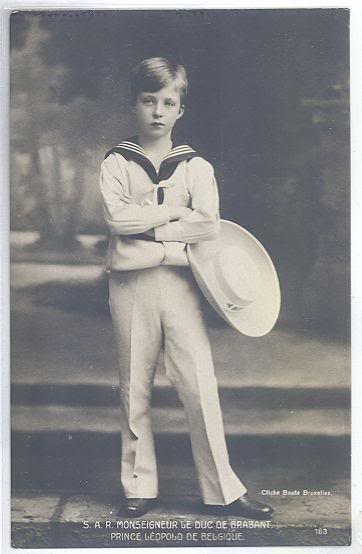
Prințul Leopold

Prințul Moștenitor Leopold a luptat ca soldat în timpul Primului Război Mondial împreună cu Regimentul al 12-lea belgian, în timp ce încă era un adolescent. După război, în 1919, s-a înscris primul la Colegiul Eton din Marea Britanie, apoi la Seminarul Sf. Antonie din Santa Barbara, California. S-a căsătorit cu Prințesa Astrid a Suediei în cadrul unei ceremonii civile în Stockholm la 4 noiembrie 1926, urmată de o ceremonie religioasă la Bruxelles la 10 noiembrie. 
În timpul căsătoriei au avut 3 copii:
- Josephine-Charlotte, prințesă a Belgiei, născută la Palatul Regal din Bruxelles la 11 octombrie 1927, Mare Ducesă de Luxembourg. S-a căsătorit la 9 aprilie 1953 cu Prințul Jean, mai târziu Mare Duce de Luxembourg. A murit la Castelul Fischbach la 10 ianuarie 2005.
- Baudouin, Duce de Brabant, Conte de Hainaut, Prinț al Belgiei, care a devenit al 5-lea rege al Belgiei sub numele  Baudouin I; s-a născut la Stuyvenberg la 7 septembrie 1930 și a murit la Motril, Spania la 31 iulie 1993.
- Albert al II-lea al Belgiei, Prinț de Liège, Prinț al Belgiei, născut la Stuyvenberg la 6 iunie 1934. A devenit al 6-lea rege al Belgiei sub numele Albert al II-lea.

La 29 august 1935, în timp ce regele și regina conduceau pe drumurile înguste din apropierea casei lor la Küssnacht am Rigi, Elveția, Leopold a pierdut controlul mașinii și a căzut în lacul celor Patru Cantoane omorând-o pe regina Astrid care era însărcinată cu cel de-al patrulea copil al cuplului. 
Leopold s-a căsătorit cu Lilian Baels la  11 septembrie 1941 în secret, într-o ceremonie religioasă, fără validitate sub legea belgiană. Inițial, au intenționat să aștepte până la sfârșitul războiului pentru a se căsători civil însă noua Prințesă de Réthy a rămas însărcinată cu primul lor copil. Ceremonia civilă a avut loc la 6 decembrie 1941. Au avut trei copii: 
- Alexandru, Prinț al Belgiei, născut la Bruxelles la 18 iulie 1942. În 1991, s-a căsătorit cu Lea Inga Dora Wohlman, o căsătorie care a fost dezvăluită șapte ani mai târziu. Ea a fost numită prințesă a Belgiei. Alexandru a murit la 20 noiembrie 2009.
- Marie-Christine, Prințesă a Belgiei, născută la Bruxelles la 6 februarie 1951. Prima ei căsătorie cu Paul Drucker în 1981, a durat 40 de zile (deși ei nu au divorțat oficial până în 1985); s-a recăsătorit cu Jean-Paul Gourges în 1989.
- Maria-Esmeralda, Prințesă a Belgiei, născută la Bruxelles la 30 septembrie 1956, jurnalistă, numele profesional este Esmeralda de Réthy. S-a căsătorit cu Salvador Moncada, farmacolog, în 1998. Împreună au un fiu și o fiică.

## Exil și abdicare
În 1944, Heinrich Himmler a ordonat ca Leopold să fie deportat în Germania. Prințesa Liliane l-a urmat împreună cu familia a doua zi, sub escorta SS. Naziștii au ținut familia la Hirschstein în Saxonia din iunie 1944 până în martie 1945, apoi la Strobl, Austria.
Guvernul britanic și cel american erau îngrijorate de revenirea regelui. Leopold al III-lea a fost prizonier al germanilor. Deși în martie 1945 se știa de viitoarea capitulare a Germaniei, nimeni nu știa locul unde a fost dus Leopold în Germania. Charles W. Sawyer, ambasadorul SUA în Belgia, a avertizat guvernul său că o întoarcere imediată a regelui în Belgia ar "crea dificultăți serioase". "Există diferențe profunde chiar și în familia regală iar situația este o dinamită pentru Belgia și poate pentru Europa." "Biroul Afacerilor Străine se teme că minoritatea vorbitoare de limba franceză ar cere autonomie sau anexarea la Franța."

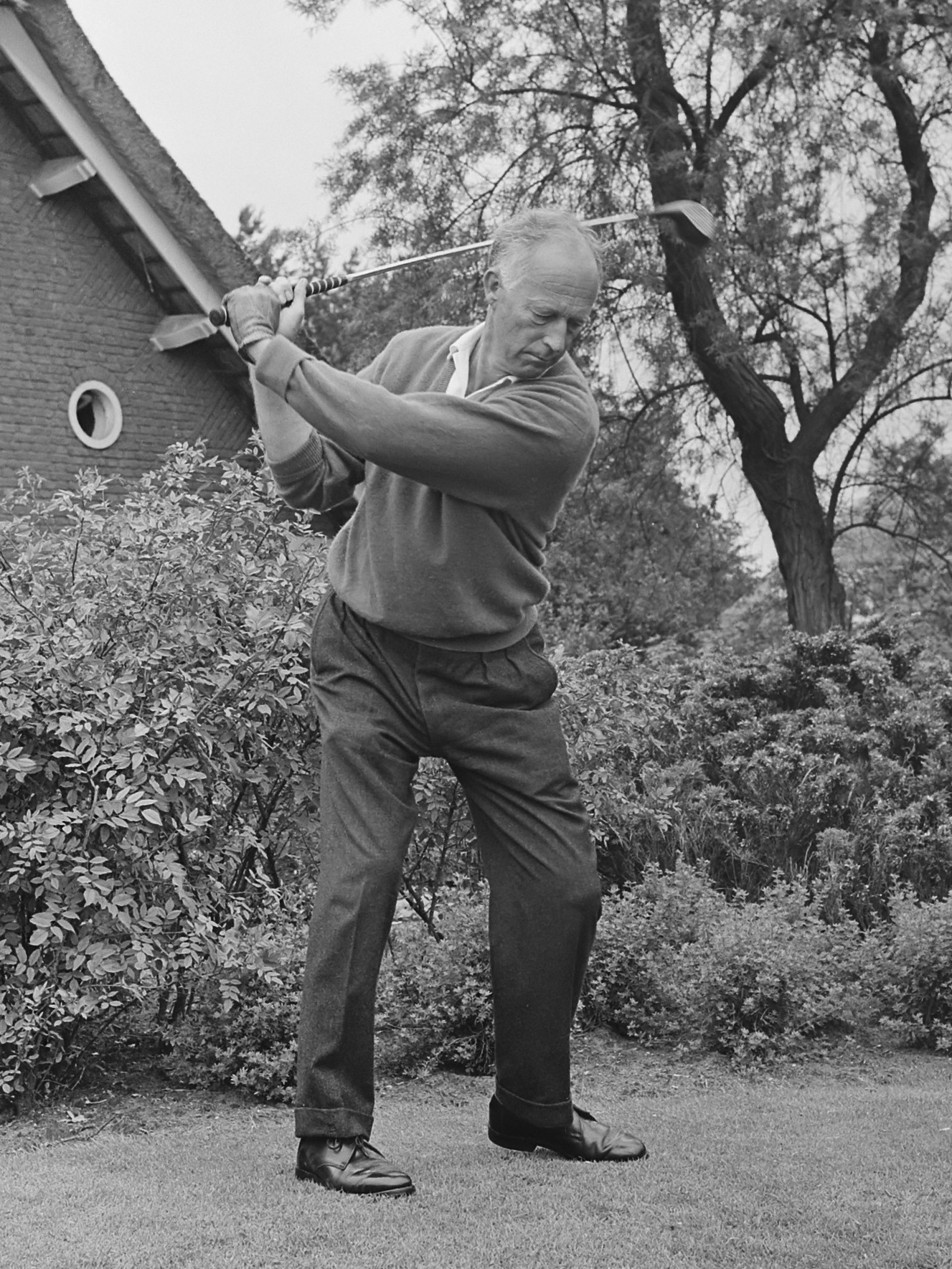
Leopold în 1963

Leopold și însoțitorii săi au fost eliberați de un grup de cavalerie a Statelor Unite la începutul lunii mai 1945. Din cauza controverselor legate de comportamentul său în timpul războiului, Leopold al III-lea, soția și copiii săi nu s-au putut întoarce în Belgia și au petrecut următoarele șase zile în exil la  Pregny-Chambésy în apropiere de Geneva, Elveția. Prin Legislatura din 1944 s-a stabilit o regență condusă de fratele lui Leopold, Prințul Carol.
În 1946, o comisie de anchetă l-a exonerat pe Leopold de trădare. Cu toate acestea, controversa legată de loialitatea lui a continuat și în 1950 s-a ținut un referendum despre viitorul lui. 57% din alegători au votat în favoarea întoarcerii sale.
La întoarcerea sa în Belgia în 1950, Leopold s-a întâlnit cu una dintre cele mai violente greve generale din istoria Belgiei. Trei protestatari au fost uciși când jandarmeria a deschis focul. Țara era la un pas de război civil; steagurile belgiene au fost înlocuite cu steaguri valone. La 1 august 1950 Leopold a decis să abdice în favoarea fiului său în vârstă de 20 de ani, Baudouin. Abdicarea a intrat în vigoare la 16 iulie 1951. 
Leopold și soția sa au continuat să-l sfătuiască pe regele Baudouin până la căsătoria regelui în 1960.
După ce s-a retras, Leopold și-a urmat pasiunea sa pentru antropologie și entomologie și a călătorit în jurul lumii. A murit în 1983 la vârsta de 81 de ani la Woluwe-Saint-Lambert